# Елизабет Ланггесер (награда)
Литературната награда „Елизабет Ланггесер“ (на немски: Elisabeth-Langgässer-Literaturpreis) е учредена през 1988 г. от град Алцай, Рейнланд-Пфалц и се присъжда на всеки три години в чест на родената през 1899 г. в Алцай писателка Елизабет Ланггесер.
С отличието се удостояват немскоезични автори, чието творчество „поради езиковата си изразителност следва делото на Елизабет Ланггесер“.
Наградата възлиза на 7500 €.

## Носители на наградата (подбор)
- Луизе Ринзер (1988)
- Ролф Хохут (1991)
- Вулф Кирстен (1994)
- Урзула Крехел (1997)
- Криста Волф (2000)
- Барбара Хонигман (2012)
- Ула Хан (2006)
- Ханс-Йозеф Ортхайл (2009)
- Петер Хертлинг (2015)[1][2]
- Рафик Шами (2018)